# Carrer del Gueto de Guissona
Carrer del Gueto de Guissona és una obra de Guissona (Segarra) inclosa a l'Inventari del Patrimoni Arquitectònic de Catalunya.

## Descripció
Carrer del Gueto és el nom amb que coneixem l'antic Call jueu de la vila. Es tracta d'un carrer estret que comunica el C/ de la Font amb el C/ del Portal Nou i des d'on podem accedir al C/ de Sta. Margarida i a un cul de sac que coneixem amb el nom de Carreró del Gueto.
Les cases que conformen aquest carreró són la majoria de tres plantes d'alçada, d'estil popular i construïdes amb pedra arrebossada. Són habitatges unifamiliars modestos que destaquen per la seva austeritat i que han sofert poques reformes al llarg dels anys.
La pavimentació d'aquest carrer es resolt amb un enllosat de pedra irregular que s'adapta al desnivell del terreny.

## Història
El patrimoni jueu de Guissona ha desaparegut en la seva totalitat, només conservem el traçat d'aquest carrer proper a les muralles com a testimoni únic de l'existència d'un passat en el qual la presència jueva era important.
Entre els segles XI i XV es construeix el nucli clos de la vila de Guissona.